# Pribinić
Pribinić är en ort i Bosnien och Hercegovina.   Den ligger i entiteten Republika Srpska, i den centrala delen av landet, 100 km nordväst om huvudstaden Sarajevo. Pribinić ligger 337 meter över havet och antalet invånare är 3 558.
Terrängen runt Pribinić är kuperad. Närmaste större samhälle är Teslić, 13,4 km öster om Pribinić. 
I omgivningarna runt Pribinić växer i huvudsak blandskog. Runt Pribinić är det ganska tätbefolkat, med 67 invånare per kvadratkilometer.